# Rio Acriș
O Rio Acriş é um rio da Romênia afluente do rio Buzău, localizado no distrito de Braşov.